# Jan Lis
Jan Lis (ur. 18 września 1942 w Beiershagen (Niemcy), zm. 18 lipca 2021) – polski dziennikarz sportowy i wydawca.

## Życiorys
Ukończył studia polonistyczne na Uniwersytecie im. Adama Mickiewicza w Poznaniu.
W latach 1967–1968 pracował w Rozgłośni Polskiego Radia w Szczecinie, w latach 1971-1976 w Redakcji Sportowej Polskiego Radia (znalazł w ekipie obsługującej letnie igrzyska olimpijskie w Monachium (1972)), w latach 1976-1991 w Redakcji Olimpijskiej Krajowej Agencji Wydawniczej. W latach 1992–1994 pracował jako sekretarz redakcji pisma Polska i My, w latach 1994-2001 kierował Polskim Wydawnictwem Sportowym Sprint, równocześnie w latach 1999-2002 był rzecznikiem prasowym Akademii Wychowania Fizycznego Józefa Piłsudskiego w Warszawie, w latach 2002-2006 kierował działem marketingu warszawskiego oddziału Totalizatora Sportowego.
Opublikował kilkanaście książek poświęconych polskiemu sportowi, historii igrzysk olimpijskich i idei fair play w sporcie:
- Wspomnienia olimpijskie (1976 - z Bogdanem Tuszyńskim)
- Rekordy w plecaku (1977 - z Bogdanem Tuszyńskim)
- Trzydzieści lat Wyścigu Pokoju 8 - 21 maja 1977. Warszawa - Berlin - Praga (1977) -  redakcja
- Portrety (1978 - z Bogdanem Tuszyńskim)
- Czas igrzysk (1980 - Tadeuszem Olszańskim)
- Laury olimpijskie. Polacy na letnich igrzyskach olimpijskich 1924-1976 (1980)
- Romantyczne olimpiady (1984)
- Czysta gra (1984 - z Tadeuszem Olszańskim
- Polscy medaliści olimpijscy (1985)
- Wszystko porąbane. Władysław Komar. Autobiograficzny wywiad rzekę przeprowadził Jan Lis (1992)
- Wiek igrzysk. 1896 Ateny - 1996 Atlanta (1997 - z Tadeuszem Olszańskim)
- Od Aten do Sydney (2000 - z Tadeuszem Olszańskim)

Od 1991 był koordynatorem prac wydawniczych kolejnych tomów Encyklopedii piłkarskiej Fuji.  Razem z Jackiem Żemantowskim był redaktorem dwóch pierwszych tomów Kroniki sportu polskiego (tomy 2000 i 2001).
W 1972 otrzymał razem z Bogdanem Tuszyńskim wyróżnienie Polskiego Komitetu Olimpijskiego za cykl audycji Księga olimpijskich wspomnień. Za książkę Romantyczne olimpiady został w 1984 uhonorowany Brązowym Wawrzynem Olimpijskim w dziedzinie literatury. W 1987 otrzymał razem z Tadeuszem Olszańskim dyplom Międzynarodowego Komitetu Fair Play w kategorii promocja fair play.